# 人类小弯杆菌
人类小弯杆菌（学名：Varibaculum anthropi）是小弯杆菌属的下属物种。此物种是一种革兰氏阳性、厌氧且嗜温的细菌。它最初从瑞典哥德堡的人的尿中分离出来。